# Плоскопанельные дисплеи

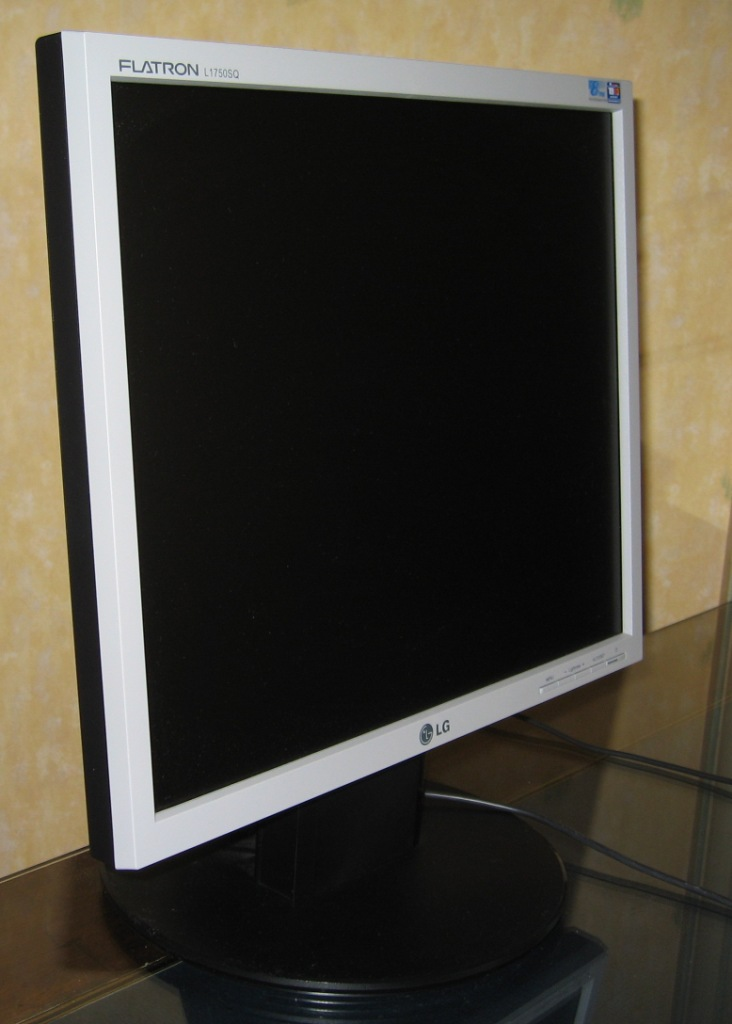
Плоскопанельный ЖК-монитор.

Плоскопанельные дисплеи — дисплеи, имеющие толщину не более 10 сантиметров. Они гораздо легче и тоньше телевизоров и мониторов, использующих электронно-лучевые трубки.
Плоскопанельные дисплеи делятся на две общие категории — статические и переменные.
В большинстве современных плоскопанельных дисплеев используются жидкокристаллические технологии. Большинство ЖК-экранов имеют заднюю подсветку, которая повышает их читаемость в ярко освещенных местах. Такие экраны имеют маленькую толщину и низкий вес, обеспечивают лучшую линейность и более высокое разрешение.
Многофункциональный монитор — плоскопанельный дисплей, который обладает дополнительными видеовходами (больше, чем у простых ЖК-мониторов). Он предназначен для работы с различными внешними видеоисточниками. Во многих случаях такие мониторы оснащаются ТВ-тюнерами, что делает их похожими на ЖК-телевизоры.

## История
Впервые идею плоскопанельных дисплеев выдвинула корпорация General Electric, в результате работ над радарными мониторами. Опубликованные ими данные стали основой для всех будущих плоскопанельных телевизоров и мониторов. Но General Electrics не стала дальше заниматься разработкой этой технологии, и не создала ни одного работающего плоскопанельного дисплея.
Плазменная панель впервые была изобретена в Иллинойском университете в 1964 году.
Первый в мире адресный дисплей на активной матрице был разработан в 1968 году, отделом Thin-Film Devices корпорации Westinghouse Electric, который курировался Питером Броди.
По состоянию на 2012 год, тайваньские производители, такие как AU Optronics и Chimei Innolux Corporation, занимают половину рынка плоскопанельных дисплеев.

## Распространенные типы дисплеев

### Жидкокристаллические дисплеи
Между двумя токопроводящими пластинами наносят тонкий слой жидких кристаллов, имеющих кристаллические свойства. На верхней пластине расположены прозрачные электроды. Нижняя пластина представляет собой зеркальную поверхность. Прилагая напряжение, различные участки жидких кристаллов могут активироваться.
При приложении напряжения различные участки жидких кристаллов меняют свои светорассеивающие и поляризационные свойства: они могут либо пропускать свет, либо его блокировать. Изображение формируется с помощью света, который проходит через определенные сегменты жидких кристаллов и отражается от зеркальной пластины по направлению к зрителю.
Жидкокристаллические дисплеи имеют следующие преимущества над ЭЛТ-дисплеями: малый вес, мобильность, компактность, низкая цена, лучшая надежность, меньшая нагрузка на глаза. Они используются в различных электронных приборах, таких как часы, калькуляторы, ноутбуки и т. д.

### Газоразрядные (плазменные) дисплеи
Устройство плазменных дисплеев состоит из двух стеклянных пластин, разделенных на узкие ячейки, которые заполнены определенным газом, например, неоном. Через каждую такую пластину параллельно проходит несколько электродов. Электроды на двух пластинах расположены под прямым углом друг к другу. При приложении напряжения на электроды двух пластин, газовая ячейка между электродами начинает светиться. Свечение газовых ячеек поддерживается с помощью низкого напряжения, которое поступает на все электроды.

### Электролюминесцентные дисплеи
В электролюминесцентных панелях изображение формируется в результате свечения фосфора, при подаче электрического разряда на пластины.

### Светодиодный дисплей
Светодиод — полупроводниковый прибор с электронно-дырочным переходом, создающий оптическое излучение при пропускании через него электрического тока в прямом направлении.

## Дисплеи с регенерацией
В дисплеях c регенерацией пиксели должны постоянно обновляться, чтобы сохранять своё состояние, даже в случае статичных изображений. Такое обновление происходит много раз в секунду. Если этого не делать, то пиксели постепенно потеряют своё последовательное состояние и изображение постепенно исчезнет.

## Примеры плоскопанельных дисплеев с регенерацией
- Жидкокристаллический дисплей с активной матрицей (AMLCD);
- Электронная бумага: E Ink, Gyricon;
- Электролюминесцентный дисплей (ELD);
- Digital Light Processing (DLP);
- Дисплей с автоэлектронной эмиссией (FED);
- Дисплей на основе интерферометрической модуляции (IMOD);
- Светодиодный дисплей (LED);
- Жидкокристаллический дисплей (LCD);
- Дисплей на основе органических светодиодов (OLED);
- Газоразрядный дисплей (PDP);
- Дисплей на квантовых точках (QLED);
- SED-дисплей (SED, SED-TV);

На данный момент лишь считанные дисплейные технологии из этого списка доступны в продаже, хотя OLED дисплеи постепенно начинают использоваться, в основном в мобильных телефонах.

## Статические дисплеи
Статические плоскопанельные дисплеи используют материалы с двумя устойчивыми состояниями цвета. Это значит, что для поддержки изображения им совершенно не нужно электричество. В результате дисплеи получаются намного более энергосберегающими, но недостатком становится низкая частота обновления, которая не годится для интерактивных дисплеев.
Статические дисплеи начинают использоваться в ограниченном количестве (холестерические дисплеи, производимые фирмой Magink для использования в наружной рекламе; электронная бумага в электронных книгах корпораций Sony и iRex).